# Đội đua AlphaTauri
Đội đua AlphaTauri, hay đơn giản là AlphaTauri, là một đội đua Công thức 1 cũ của Ý từng thi đấu từ năm 2020 cho đến năm 2023.
AlphaTauri là một trong hai đội đua Công thức 1 thuộc sở hữu của công ty nước tăng lực Red Bull của Áo. Tên gọi của đội đã được đổi từ năm 2020 cho đến năm 2023 từ "Toro Rosso" thành "AlphaTauri" để quảng bá thương hiệu thời trang AlphaTauri. Theo Franz Tost và Helmut Marko, đội đua AlphaTauri không còn là đội trẻ mà là đội chị em của Red Bull Racing.

## Lịch sử